# سيلفيان ويليام
سيلفيان ويليام (بالفرنسية: Sylvain Guillaume)‏ هو متزحلق نوردي مزدوج فرنسي، ولد في 6 يوليو 1968 في Champagnole ‏ في فرنسا.

## وصلات خارجية
- سيلفيان ويليام على موقع الاتحاد الدولي للتزلج (التزلج الريفي) (الإنجليزية)
- سيلفيان ويليام على موقع الاتحاد الدولي للتزلج (التزلج النوردي المزدوج) (الإنجليزية)
- سيلفيان ويليام على موقع اللجنة الأولمبية الدولية (الإنجليزية)
- سيلفيان ويليام على موقع أوليمبيديا (الإنجليزية)